# Taça do Mundo de Carros de Turismo de 2020
A Taça do Mundo de Carros de Turismo da FIA (em inglês World Touring Car Cup, conhecida principalmente pela sigla WTCR) é um campeonato internacional de carros de turismo promovido pela Eurosport e sancionada pela FIA. A edição de 2020, será a 3ª temporada sob a designação de "Taça do Mundo" e a 16ª da série que teve início na temporada de 2005.
O calendário inicial era composto por 30 corridas em 10 cidades diferentes (3 corridas por fim-de-semana), passando por 3 continentes (África, Europa e Ásia).

## Equipas e Pilotos
| Equipa                                    | Carro                        | No. | Pilotos           |
| ----------------------------------------- | ---------------------------- | --- | ----------------- |
| BRC Hyundai N LUKOIL Squadra Corse        | Hyundai i30 N TCR            | 1   | Norbert Michelisz |
| BRC Hyundai N LUKOIL Squadra Corse        | Hyundai i30 N TCR            | 30  | Gabriele Tarquini |
| Engstler Hyundai N Liqui Moly Racing Team | Hyundai i30 N TCR            | 8   | Luca Engstler     |
| Engstler Hyundai N Liqui Moly Racing Team | Hyundai i30 N TCR            | 88  | Nick Catsburg     |
| ALL-INKL.DE Münnich Motorsport            | Honda Civic Type R TCR (FK8) | 9   | Attila Tassi      |
| ALL-INKL.DE Münnich Motorsport            | Honda Civic Type R TCR (FK8) | 18  | Tiago Monteiro    |
| ALL-INKL.COM Münnich Motorsport           | Honda Civic Type R TCR (FK8) | 29  | Néstor Girolami   |
| ALL-INKL.COM Münnich Motorsport           | Honda Civic Type R TCR (FK8) | 86  | Esteban Guerrieri |
| Comtoyou Racing                           | Audi RS 3 LMS TCR            | 31  | Tom Coronel       |
| Comtoyou Racing                           | Audi RS 3 LMS TCR            | 23  | Nathanaël Berthon |
| Cyan Racing Lynk & Co                     | Lynk & Co 03 TCR             | 68  | Yann Ehrlacher    |
| Cyan Racing Lynk & Co                     | Lynk & Co 03 TCR             | 100 | Yvan Muller       |
| Cyan Performance Lynk & Co                | Lynk & Co 03 TCR             | 11  | Thed Björk        |
| Cyan Performance Lynk & Co                | Lynk & Co 03 TCR             | TBA | TBA               |
| Zengő Motorsport                          | CUPRA Leon Competición TCR   | 55  | Bence Boldizs     |
| Zengő Motorsport                          | CUPRA Leon Competición TCR   | TBA | TBA               |

## Calendário
Devido à pandemia de COVID-19, também o WTCR foi obrigado a fazer ajustes no seu calendário de provas. Serão um total de 16 corridas, em 6 rondas, todas na Europa. Com esta alteração, as corridas da Alemanha e da Hungria, que tinham sido anuladas numa primeira fase, foram reintroduzidas no calendário. Já a corrida de Itália, que não fazia parte da lista de países inicial, consegui assim fazer parte da época de 2020.
Este calendário foi já anunciado de forma oficial pelos promotores do evento, esperando-se que seja definitivo.
| Rnd.                | Corrida | Nome da corrrida      | Circuito                                          | Data           | Provas de Apoio                         |
| ------------------- | ------- | --------------------- | ------------------------------------------------- | -------------- | --------------------------------------- |
| 1                   | 1       | Corrida da Áustria    | Salzburgring                                      | 12 Setembro    | PURE ETCR Touring Car Series            |
| 1                   | 2       | Corrida da Áustria    | Salzburgring                                      | 13 Setembro    | PURE ETCR Touring Car Series            |
| 2                   | 3       | Corrida da Alemanha   | Nürburgring Nordschleife                          | 24 Setembro    | 24 Horas de Nürburgring Audi R8 LMS Cup |
| 2                   | 4       | Corrida da Alemanha   | Nürburgring Nordschleife                          | 25 Setembro    | 24 Horas de Nürburgring Audi R8 LMS Cup |
| 3                   | 5       | Corrida da Eslováquia | Automotodróm Slovakia Ring                        | 10 Outubro     | European Truck Racing Championship      |
| 3                   | 6       | Corrida da Eslováquia | Automotodróm Slovakia Ring                        | 11 Outubro     | European Truck Racing Championship      |
| 3                   | 7       | Corrida da Eslováquia | Automotodróm Slovakia Ring                        | 11 Outubro     | European Truck Racing Championship      |
| 4                   | 8       | Corrida da Hungria    | Hungaroring                                       | 17 Outubro     | European Truck Racing Championship      |
| 4                   | 9       | Corrida da Hungria    | Hungaroring                                       | 18 Outubro     | European Truck Racing Championship      |
| 4                   | 10      | Corrida da Hungria    | Hungaroring                                       | 18 Outubro     | European Truck Racing Championship      |
| 5                   | 11      | Corrida de Espanha    | Ciudad del Motor de Aragón                        | 31 Outubro     |                                         |
| 5                   | 12      | Corrida de Espanha    | Ciudad del Motor de Aragón                        | 1 Novembro     |                                         |
| 5                   | 13      | Corrida de Espanha    | Ciudad del Motor de Aragón                        | 1 Novembro     |                                         |
| 6                   | 14      | Corrida de Itália     | Adria International Raceway                       | 14 Novembro    |                                         |
| 6                   | 15      | Corrida de Itália     | Adria International Raceway                       | 15 Novembro    |                                         |
| 6                   | 16      | Corrida de Itália     | Adria International Raceway                       | 15 Novembro    |                                         |
| Corridas Canceladas |         |                       |                                                   |                |                                         |
| –                   | –       | Corrida de Marrocos   | Circuito International Automóvel Moulay El Hassan | 03-05 Abril    |                                         |
| –                   | –       | Corrida de Portugal   | Circuito Internacional de Vila Real               | 19-21 Junho    |                                         |
| –                   | –       | Corrida da China      | Ningbo International Circuit                      | 18-20 Setembro |                                         |
| –                   | –       | Corrida da Coreia     | Inje Speedium                                     | 16-18 Outubro  |                                         |
| –                   | –       | Corrida de Macau      | Circuito da Guia, Macau                           | 19-22 Novembro | Grande Prémio de Macau FIA GT World Cup |
| –                   | –       | Corrida da Malásia    | Sepang International Circuit, Sepang              | 10-13 Dezembro |                                         |

## Resultados
Ainda sem provas disputadas.